# Écoute la musique
Singles de Michel Berger
Attends-moi
(1973) A moitié, à demi, pas du tout
(1974)
Pistes de Chansons pour une fan
La Petite prière
Écoute la musique, connue aussi sous le titre Écoute la musique (quelle consolation fantastique), est une chanson écrite, composée et interprétée par Michel Berger en 1973. Initialement paru en single en août 1973, le titre est intégré sur le second album du chanteur, Chansons pour une fan en 1974.

## Réception
D'abord paru en single, Écoute la musique permet à Michel Berger, reconnu comme auteur-compositeur grâce au désormais célèbre Message personnel, pour Françoise Hardy et directeur artistique des deux premiers albums de Véronique Sanson, de rencontrer un succès d'estime à sa sortie, se contentant d'une 15e place au hit-parade RTL le 3 novembre 1973, où il a été classé durant huit semaines à partir du 22 septembre 1973. La chanson est également bien classé au hit-parade du magazine Salut les copains restant dans le top 25 des chansons francophones du 15 août au 15 novembre 1973. Le titre s'est également classé durant trois semaines dans les charts wallons en Belgique.

### Classement
| Classement (1973)                       | Meilleure place |
| --------------------------------------- | --------------- |
| France (IFOP)                           | 34              |
| Belgique (Wallonie Ultratop 50 Singles) | 44              |